# Sigismondo (re dei Burgundi)
Sigismondo (... – presso Orléans, 523 o 524) è stato re dei Burgundi dal 516 al 523. È venerato come santo dalla Chiesa cattolica. È stato il primo sovrano barbaro a diventare santo.

## Biografia

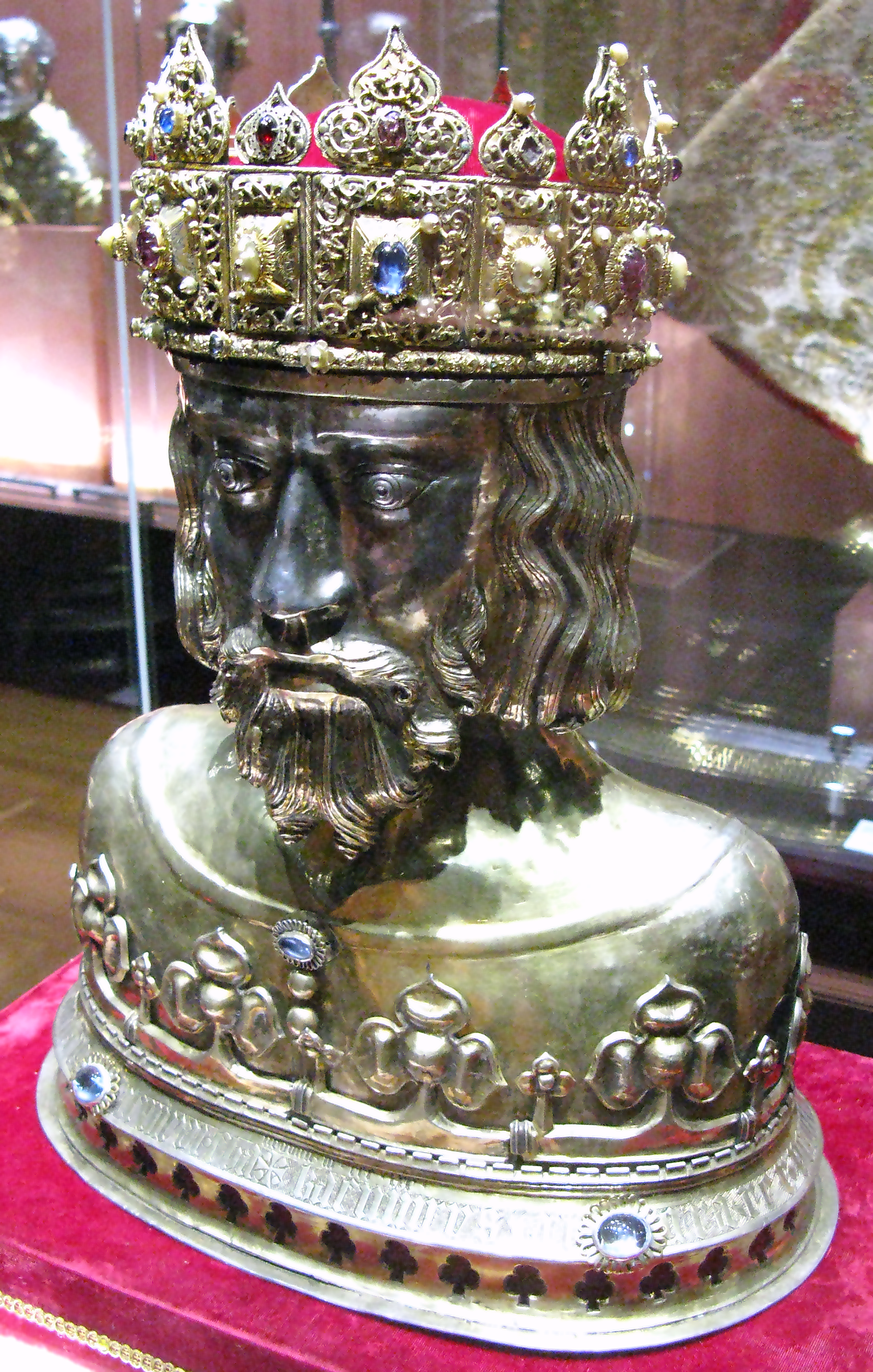
Reliquiario del santo a Płock

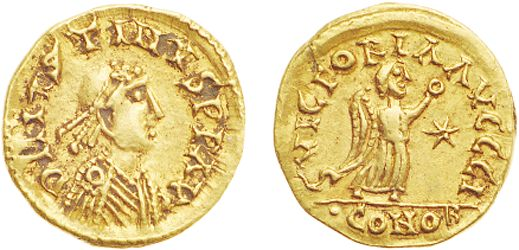
Tremissis d’oro del regno di Burgundia a nome dell'imperatore, Giustino I col monogramma di Sigismondo. La legenda che comincia per S e termina per I sta per SIGISMONDO. Museo delle belle-arti di Lione.

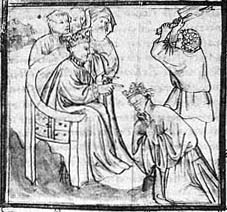
Clodomiro assiste alla decapitazione di Sigismondo. Miniatura delle Grandes Chroniques de France.

Era figlio del re dei Burgundi, Gundobado e della moglie, Caratena.
Mario di Avenches, nelle sue cronache cita Sigismondo', descrivendo la morte del padre, dicendo che gli succedette (filius eius Sigismundus rex). Anche Gregorio di Tours lo cita come figlio e successore di Gundobado.
Tra il 494 e il 496, nella continuazione della politica di alleanza con gli Ostrogoti, Sigismondo sposò una figlia di Teodorico il Grande, di cui Gregorio di Tours omette il nome; secondo Giordane era Ostrogota (ca. 480-520), una delle due figlie illegittime che Teodorico ebbe da una concubina quando era ancora in Mesia (l'altra, Teodogota, divenne la regina consorte dei Visigoti, sposando Alarico II). Probabilmente questo matrimonio portò ad un patto tra Ostrogoti e Burgundi, che, secondo lo storico Herwig Wolfram, fu stipulato nel 496.
Dal 501 fu co-reggente del regno assieme al padre, mostrando già le sue doti. A seguito dell'intervento di Alcimo Ecdicio Avito, vescovo di Vienne, abbandonò l'arianesimo e si convertì al cattolicesimo ortodosso, impegnandosi a diffonderlo anche tra i suoi sudditi. Si recò in pellegrinaggio a Roma, dove incontrò il papa Simmaco (498-514)
In politica, si appoggiò all'imperatore Anastasio I, che lo elevò a Patrizio.
Nel 515, secondo Gregorio di Tours, fece costruire il Monastero dedicato a San Maurizio ad Agaunum, sul luogo dove, secondo la tradizione, la legione Tebea era stata massacrata per ordine dell'imperatore, Massimiano, augusto insieme a Diocleziano.
Fu re dei Burgundi a partire dal 516, quando succedette a suo padre Gundobado. Portò avanti la politica di conversione dei Burgundi, dall'arianesimo all'ortodossia cristiana, senza riuscire a conquistare completamente la fiducia degli ortodossi Gallo-romani. Nel 517, ad Epaon (oggi Saint-Romain-d'Albon), tenne un Concilio, dove vennero adottate severe misure contro l'eresia ariana, suscitando qualche malcontento tra i Burgundi ma sancendo la loro conversione all'ortodossia nicena.
Nella Pasqua di quello stesso anno Sigismondo aveva pubblicato, dopo averlo portato a termine, il Liber Constitutionum, il codice che aveva iniziato suo padre Gundobado a partire dalla fine del V secolo.
Rimasto vedovo, Sigismondo si sposò in seconde nozze con una donna di cui non ci è pervenuto il nome.
Gregorio di Tours, nella sua Historia Francorum, tramanda la storia secondo cui nel 522 Sigismondo avrebbe fatto uccidere suo figlio Sigerico (avuto dalla prima moglie), accusato dalla matrigna di aver attentato al suo onore. Anche il vescovo Mario di Avenches, nelle sue cronache cita Sigerico (Segericus filius Sigimundi regis) col racconto della sua tragica morte avvenuta ingiustamente, per ordine del suo stesso padre.
Pentitosi immediatamente del gesto, Sigismondo si sarebbe ritirato nel monastero di San Maurizio ad Agaunum (oggi Saint-Maurice, nel Canton Vallese, in Svizzera).
L'aver ucciso il nipote di Teodorico gli fece perdere l'appoggio dei potenti alleati Ostrogoti: ne approfittarono i Franchi che da tempo volevano estendere i loro domini alla Borgogna. 

A partire dal 523, Sigismondo dovette fronteggiare una serie di incursioni armate da parte del re dei Franchi della valle della Loira, Clodomiro, che era spinto nell'impresa da sua madre, Clotilde, che secondo il vescovo Gregorio di Tours (536 – 597), era la figlia del re dei Burgundi, Chilperico II.

Clodomiro catturò Sigismondo con la moglie e i figli e lo portò ad Orléans, dove venne tenuto prigioniero e, secondo Gregorio di Tours, fu decapitato e fatto gettare con i famigliari in un pozzo a Colombe.
Clodomiro però poi fu sconfitto e ucciso dal fratello di Sigismondo, Gondomaro, che gli era succeduto sul trono. Secondo Mario di Avenches, invece, furono i Burgundi a tradire e consegnare il loro re a Clodomiro.
Il resti di Sigismondo, poi, furono traslati nel monastero di San Maurizio ad Agaunum (oggi Saint-Maurice, nel Canton Vallese, in Svizzera).

## Il culto
L'aver portato i Burgundi a convertirsi al cattolicesimo fece sì che Sigismondo venisse acclamato Santo. La sua fine crudele portò la popolazione ad attribuirgli anche il titolo di martire.
Nel 1365, l'imperatore Carlo IV andò a visitare il monastero di San-Maurice, fece riesumare il corpo del Santo, fece deporre una parte dei resti, tra cui la testa, in una cassa d'argento, che poi portò a Praga, dove la cassa venne deposta nella Cattedrale. 

San Sigismondo viene venerato a Praga ed è tra i santi patroni della Repubblica Ceca. La sua Memoria liturgica cade il 1º maggio.
Una parte dei resti del santo si trovano anche nella cattedrale di Frisinga, di cui san Sigismondo è patrono.

## Discendenti
Sigismondo, dalla prima moglie, Ostrogota ebbe due figli:
- Sigerico (?-522), erede al trono dei Burgundi, fatto uccidere dal padre.
- Suavegota (dopo il 495-dopo il 549), divenne regina consorte dei Franchi, moglie di Teodorico I.

Sigismondo, dalla seconda moglie ebbe un figlio:
- un maschio, di cui non si conosce il nome, che morì coi genitori.